# Erwin Knauß
Erwin Knauß (* 20. April 1922 in Gießen; † 19. Mai 2013 in Hannover) war ein deutscher Sozial- und Kulturwissenschaftler, Archivar der Stadt Gießen und Vorsitzender des Oberhessischen Geschichtsvereins. 

## Leben und Werk
Der Vater von Erwin Knauß stammte aus einem konservativen, protestantischen Bauernmilieu und wurde als Lehrer der erste Akademiker der Familie, welche die konservative Grundeinstellung des Bürgertums teilte. Prägend für die Entwicklung von Knauß waren die Judenverfolgung, der Zweite Weltkrieg mit einer Kriegsgefangenschaft in Kanada und die Zerstörung seiner Heimatstadt. Schon seit seiner Kindheit sportlich, studierte er nach dem Krieg Pädagogik mit den Schwerpunkten Sport und Geschichte. Bereits 1946 wurde er nach einer halbjährigen Einweisung als Dorflehrer eingesetzt. Ein weiteres Studium 1949 bis 1951 befähigte ihn zum Realschullehrer. Hierbei wurde er unter anderem von Wolfgang Abendroth unterrichtet. Von 1960 bis 1963 studierte Knauß nebenberuflich an der Universität Marburg Geschichte und Politik. Dem Studium folgte eine vorübergehende Dozententätigkeit an den Fachhochschulen in Gießen und Fulda sowie 1963 die Promotion in Geschichte an der Universität Marburg mit den Nebenfächern Pädagogik und Politik. Von 1971/1972 bis 1984 war er schließlich als Professor für Sozial- und Kulturwissenschaft an der Fachhochschule Gießen-Friedberg tätig.
Schon während seines Studiums gehörte Knauß dem Oberhessischen Geschichtsverein an, dessen Vorsitzender er 1977 wurde. Ab 1964 leitete Knauß nebenamtlich das Gießener Stadtarchiv.
Mit großem Engagement förderte er die Aussöhnung zwischen Juden und Christen bzw. zwischen Deutschen und Israelis. Die Gründung der Städtepartnerschaft Gießen-Netanya 1978 und des Partnerschaftsvereins 1996 wurden gleichfalls von Knauß wesentlich mitbetrieben.
Knauß gehörte der Synode der Evangelischen Kirche in Hessen und Nassau wie auch anderen Verbänden mit allgemeinbildender, erzieherischer und demokratischer Orientierung an. Bis ins hohe Alter blieb er sogar sportlich aktiv. Ferner kümmerte er sich um lebenslänglich Inhaftierte der Strafanstalt Dietz und betätigte sich in der Gewerkschaft Erziehung und Wissenschaft.
Erwin Knauß war seit 1948 verheiratet. Aus der Ehe stammen zwei Kinder, die Arbeitsrichterin Christa und der Schauspieler Rudolf Knauß.

## Ehrungen
1991 erhielt Knauß das Bundesverdienstkreuz. Für seine Verdienste bei der Aussöhnung zwischen Juden und Christen verlieh ihm 2004 die Stadt Gießen die Hedwig-Burgheim-Medaille.

## Publikationen (Auswahl)
- Das 1200jährige Londorf und die Rabenau. Ein Heimatbuch. Verlag der Gemeinde Londorf, Londorf 1958.
- Zwischen Kirche und Pforte. 775–1975, 1200 Jahre Wieseck. Brühlsche Universitätsdruckerei, Gießen 1975.
- Gießen. Vergangenheit und Gegenwart. Theiss, Stuttgart 1977, ISBN 3-922300-09-X.
- Zur Geschichte Gießens und seines Umlandes. Aufsätze und Reden. Sonderband des Oberhessischen Geschichtsvereins, Gießen 1987.
- Die jüdische Bevölkerung Gießens 1933–1945. Eine Dokumentation. Kommission für die Geschichte der Juden in Hessen, Wiesbaden 1987, ISBN 978-3-921434-08-6.
- Widerstand in Gießen und Umgebung 1933–1945. In: Mitteilungen des Oberhessischen Geschichtsvereins. NF Nr. 92, 2007, S. 19–34.